# Pentathlon moderno ai VII Giochi mondiali militari
Le competizioni di pentathlon moderno ai VII Giochi mondiali militari si sono svolte dal 22 al 26 ottobre 2019, presso la Wuhan Business University di Wuhan, in Cina.

## Podi

### Maschili
| Evento      | Oro                                                 | Perform. | Argento                                          | Perform. | Bronzo                                                        | Perform. |
| Individuale | Alexander Lifanov Russia                            | 1 456 p. | Lee Ji-hun Corea del Sud                         | 1 452 p. | Kirill Kasyanik Bielorussia                                   | 1 441 p. |
| Squadre     | Russia Alexander Lifanov Il'ja Frolov Ilya Shugarov | 4 237 p. | Corea del Sud Lee Ji-hun Lee Donggi Park Sang Gu | 4 237 p. | Polonia Sebastian Stasiak Szymon Staśkiewicz Łukasz Gutkowski | 4 196 p. |

### Femminili
| Evento      | Oro                                 | Perform. | Argento                                                          | Perform. | Bronzo                                                    | Perform. |
| Individuale | Élodie Clouvel Francia              | 1 353 p. | Gul'naz Gubajdullina Russia                                      | 1 345 p. | Salma Abdelmaksoud Egitto                                 | 1 335 p. |
| Squadre     | Cina Wang Shiqi Bian Yufei Wang Wei | 3 901 p. | Russia Gul'naz Gubajdullina Kseniia Fraltsova Adelina Ibatullina | 3 895 p. | Polonia Anna Maliszewska Oktawia Nowacka Natalia Dominiak | 3 849 p. |

### Misti
| Evento    | Oro                                   | Perform. | Argento                               | Perform. | Bronzo                        | Perform. |
| Staffetta | Egitto Eslam Hamad Salma Abdelmaksoud | 1 464 p. | Gran Bretagna Blanka Guzi Ádám Marosi | 1 455 p. | Turchia Zhang Linbin Wang Wei | 1 438 p. |

## Medagliere
| Pos.   | Paese         | Oro | Argento | Bronzo | Totale |
| ------ | ------------- | --- | ------- | ------ | ------ |
| 1      | Russia        | 2   | 2       | 0      | 4      |
| 2      | Cina          | 1   | 0       | 1      | 2      |
| 2      | Egitto        | 1   | 0       | 1      | 2      |
| 4      | Francia       | 1   | 0       | 0      | 1      |
| 5      | Corea del Sud | 0   | 2       | 0      | 2      |
| 6      | Ungheria      | 0   | 1       | 0      | 1      |
| 7      | Polonia       | 0   | 0       | 2      | 2      |
| 8      | Bielorussia   | 0   | 0       | 1      | 1      |
| Totale | Totale        | 5   | 5       | 5      | 15     |